# Эзер, Адам Фридрих
Адам Фридрих Эзер (нем. Adam Friedrich Oeser; 17 февраля 1717[…], Братислава — 18 марта 1799[…], Лейпциг, курфюршество Саксония) — немецкий художник академического направления: живописец, скульптор, график и книжный иллюстратор. Ученик скульптора Георга Рафаэля Доннера. Работал главным образом в Дрездене и Лейпциге. Оказал влияние на формирование классицистических вкусов молодого И. В. Гёте и И. И. Винкельмана.

## Биография
Адам Фридрих Эзер был родом из Пресбурга (Венгерское королевство; позднее Братислава, Словакия). После двухлетнего обучения в Пресбурге в 1728—1730 годах у живописца Э. Ф. Камауфа (1696—1749) Эзер отправился в Вену, где до 1739 года учился в мастерской Якоба ван Шуппена, за исключением периода с 1733—1735, когда он, вернувшись в Пресбург, занимался у выдающегося австрийского скульптора Георга Рафаэля Доннера. В 1739 году А. Ф. Эзер переехал в один из художественных центров немецкого барокко — Дрезден, столицу Саксонии, где завершал своё художественное образование и работал как живописец до 1756 года. Там он писал портреты, оформлял спектакли Королевской оперы, а также выполнял настенные росписи в замке Хубертусбург (1749). В 1756 году граф Генрих фон Бюнау поручил ему украсить недавно построенный замок Дален.
5 ноября 1745 года Адам Фридрих Эзер женился на Розине Элизабет Хохбург (супруга скончалась 22 сентября 1794 года). Из восьми детей, которых она ему родила, только четверо дожили до совершеннолетия. Это были Фридерика Элизабет Эзер (1748—1829), подруга детства И. В. Гёте, Иоганн Фридрих Людвиг Эзер (1751—1791), ставший художником, Вильгельмина Эзер (1755—1813), вышедшая замуж за Христиана Готлиба Гейсера, и Карл Эзер (1756—до 1791), преподаватель фехтования и рисования в Санкт-Петербурге.
В 1754 году в доме Эзера в Дрездене поселился Иоганн Иоахим Винкельман с целью научиться у художника рисунку и основам живописи. В свою очередь Эзер стал убеждённым сторонником идей Винкельмана по возрождению эстетических идеалов античного искусства.
В 1759 году Эзер переехал в Лейпциг. Назначенный в 1764 году директором только что основанной там Академии живописи (Akademie für Malerey), он рьяно выступал против маньеризма в искусстве. Должность директора Академии Эзер занимал вплоть до своей смерти в 1799 году. В феврале 1764 году Эзер был удостоен звания придворного художника курфюрста Саксонии.
Эзер был учителем рисования Иоганна Вольфганга Гёте, с которым впоследствии поддерживал дружеские отношения в Веймаре. Великий немецкий поэт был частым гостем в доме учителя, особо тесные отношения связывали его с дочерью художника, Фридерикой Элизабет, с которой он и после отъезда из Лейпцига длительное время поддерживал переписку. Эзер активно поддерживал деятельность поэта в Веймаре, где Эзер был представлен герцогскому двору. Дружба между ним и Гёте длилась всю жизнь.
Помимо ряда декоративных работ, в основном плафонных росписей, Эзер писал мифологические и религиозные картины и портреты, лучшие из которых: «Дети художника» (1766, Дрезденская галерея), «Брак в Кане» (1777), «Мастерская художника» (Веймарский музей). Его самым известным произведением в скульптуре является памятник курфюрсту Фридриху-Августу III на Кёнигсплац в Лейпциге (1780, с 1937 года расположен в саду Голисского дворца), который он создал вместе со своим учеником и архитектором Иоганном Карлом Фридрихом Дауте.
В 1766 году Эзер стал членом масонской ложи «Минерва у трёх пальм» (Minerva zu den drei Palmen) в Лейпциге. В 1776 году был также принят в ложу «Балдуин у липы» (Balduin zur Linde) в Лейпциге.
Его работе, помимо станковых картин, принадлежат росписи залов дворцов в Далене и в Голисе (Голисский дворец), а также церкви св. Николая в Лейпциге. Далеко за пределами Лейпцига были известны ныне утраченные потолочные росписи в Гевандхаусе и в Старом театре, как и театральный занавес 1766 года.
Эзер скончался в Лейпциге в 1799 году в возрасте восьмидесяти двух лет. Своё временное пристанище он нашел на Старом кладбище Святого Иоанна в фамильном склепе. В 1867 году его останки были перезахоронены на Новом кладбище Святого Иоанна. После того, как и это кладбище было в 1970 году закрыто, его надгробная плита была вмурована в восточную внешнюю стену церкви Святого Николая.

## Галерея
- Жизнь Психеи. Роспись плафона Бального зала в Голисском дворце. 1779. Лейпциг
- Роспись купола церкви св. Николая в Лейпциге
- Гектор прощается с Андромахой. 1760. Холст, масло. Словацкая национальная галерея, Братислава
- Фридерика Эзер. Медальон на памятнике Гёте в Лейпциге
- Памятник Каролине Матильде. Французский сад. Целле, Нижняя Саксония
- Памятник Э. Х. фон Клейсту (первый вариант). 1761. Холст, масло. Глеймхаус, Хальберштадт
- Памятник «Меня любил Клейст». 1761. Холст, масло. Глеймхаус, Хальберштадт